# Grand Prix-wegrace der Naties 1969
De Grand Prix-wegrace der Naties 1969 was de elfde en voorlaatste Grand Prix van wereldkampioenschap wegrace voor motorfietsen in het seizoen 1969. De races werden verreden op 7 september 1969 op het Autodromo Enzo e Dino Ferrari nabij Imola in de Italiaanse regio Lombardije. Alle soloklassen kwamen aan de start. De zijspanklasse had haar seizoen al afgesloten. De wereldtitels in de 125cc-klasse, de 350cc-klasse en de 500cc-klasse waren al beslist.

## Algemeen
De Grand Prix des Nations trok 30.000 toeschouwers. Voor het eerst werd ze verreden op het Autodromo Enzo e Dino Ferrari in Imola. Domenico Agusta was het daar niet mee eens. Omdat men het Autodromo Nazionale di Monza had verlaten hield hij zijn machines en Giacomo Agostini thuis, een grote teleurstelling voor de Italiaanse fans, die hun idool niet konden zien rijden. De wereldtitels in de 50cc-klasse en de 250cc-klasse werden nog steeds niet beslist, maar de tussenstanden waren enorm spannend.

## 500cc-klasse
Doordat MV Agusta in haar thuisrace niet aan de start kwam konden eindelijk de "mindere goden" voor een overwinning gaan. Alberto Pagani won de race met zijn LinTo exact 20 jaar nadat zijn vader Nello Pagani dat met een Gilera viercilinder gedaan had. Bijna was er ook een LinTo op de tweede plaats gekomen, maar John Dodds moest die plaats door carburatieproblemen opgeven. Daardoor werd hij slechts derde en Gilberto Milani werd met de 382cc-Aermacchi tweede. Terry Dennehy werd met de tweecilinder Honda CB 450 knap vierde.
| Pos | Coureur            | Merk             | Tijd      | Punten |
| --- | ------------------ | ---------------- | --------- | ------ |
| 1   | Alberto Pagani     | LinTo            | 1:12"02'0 | 15     |
| 2   | Gilberto Milani    | Aermacchi        | +1"01'6   | 12     |
| 3   | John Dodds         | LinTo            | +1"17'7   | 10     |
| 4   | Terry Dennehy      | Drixton-Honda    | +1 ronde  | 8      |
| 5   | Brian Steenson     | Seeley-Matchless | +1 ronde  | 6      |
| 6   | Ron Chandler       | Seeley-Matchless | +1 ronde  | 5      |
| 7   | Gyula Marsovszky   | LinTo            | +1 ronde  | 4      |
| 8   | Paolo Campanelli   | Seeley-Matchless | +1 ronde  | 3      |
| 9   | Theo Louwes        | Norton           | +1 ronde  | 2      |
| 10  | Hannu Kuparinen    | Matchless        | +1 ronde  | 1      |
| 11  | Phil O'Brien       | Matchless        |           |        |
| 12  | Vittorio Brambilla | Paton            |           |        |
| 13  | Lewis Young        | Matchless        |           |        |
| 14  | Pentti Lehtelä     | Matchless        |           |        |

| Coureur            | Merk             | Oorzaak |
| ------------------ | ---------------- | ------- |
| Karl Auer          | Matchless        |         |
| Jack Findlay       | LinTo            |         |
| Barry Scully       | Norton           |         |
| Billie Nelson      | Paton            |         |
| Dan Shorey         | Seeley-Matchless |         |
| Godfrey Nash       | Norton           |         |
| Maurice Hawthorne  | LinTo            |         |
| Percy Tait         | Triumph          |         |
| Emanuele Maugliani | Norton           |         |
| Franco Trabalzini  | Paton            |         |
| Giuseppe Mandolini | Moto Guzzi       |         |
| Keith Turner       | LinTo            |         |

| Coureur             | Merk                    | Oorzaak    |
| ------------------- | ----------------------- | ---------- |
| Werner Bergold      | McIntyre-Matchless      |            |
| Wolfgang Stropek    | MV Agusta               |            |
| Kel Carruthers      | Aermacchi               |            |
| Ross Hannan         | Norton                  |            |
| Gilbert Argo        | Matchless               |            |
| Bohumil Staša       | ČZ                      |            |
| Günter Fischer      | Matchless               |            |
| Karl Hoppe          | Seeley-URS              |            |
| Paul Eickelberg     | Norton                  |            |
| Walter Scheimann    | Norton                  |            |
| Osmo Hansen         | Matchless               |            |
| André-Luc Appietto  | Paton                   |            |
| Alan Barnett        | Kirby-Métisse-Matchless |            |
| Alan Lawton         | Norton                  |            |
| Derek Woodman       | Seeley-Matchless        |            |
| John Trevor Findlay | Norton                  |            |
| John Williams       | Métisse-Matchless       |            |
| Malcolm Uphill      | Norton                  |            |
| Peter Darvil        | Norton                  |            |
| Peter Williams      | Matchless               |            |
| Rob Fitton          | Norton                  |            |
| Selwyn Griffiths    | Matchless               |            |
| Steve Ellis         | LinTo                   |            |
| Steve Jolly         | Seeley-Matchless        |            |
| Steve Spencer       | Métisse-Matchless       |            |
| Tom Dickie          | Kuhn-Seeley-Matchless   |            |
| Angelo Bergamonti   | Paton                   |            |
| Giacomo Agostini    | MV Agusta               | Teambeleid |
| Silvano Bertarelli  | Paton                   |            |
| Ginger Molloy       | Bultaco                 |            |
| Jack Lindh          | Seeley-Matchless        |            |
| Endel Kiisa         | Vostok                  |            |

### Top tien tussenstand 500cc-klasse
(Punten (tussen haakjes) zijn inclusief streepresultaten)
| Pos | Coureur          | Merk                    | Ptn       |                |
| --- | ---------------- | ----------------------- | --------- | -------------- |
| 1   | Giacomo Agostini | MV Agusta               | 105 (150) | Wereldkampioen |
| 2   | Gyula Marsovszky | LinTo                   | 47        |                |
| 3   | Billie Nelson    | Paton                   | 42        |                |
| 4   | Alan Barnett     | Kirby-Métisse-Matchless | 32        |                |
| 5   | Godfrey Nash     | Norton                  | 30        |                |
| 6   | Ron Chandler     | Seeley-Matchless        | 25        |                |
| 7   | Gilberto Milani  | Aermacchi               | 24        |                |
| 8   | Rob Fitton       | Norton                  | 19        |                |
| 9   | John Dodds       | LinTo / Seeley-URS      | 18        |                |
| 9   | Terry Dennehy    | Drixton-Honda           | 18        |                |
| 9   | Brian Steenson   | Seeley-Matchless        | 18        |                |

## 350cc-klasse
Het bleef maar touwtrekken tussen Jack Findlay en Silvio Grassetti om de Jawa V4. Jack Findlay kreeg een kans zich te bewijzen in een internationale race in Jičín, maar daar viel hij al snel uit met een defecte ontsteking. Uiteindelijk hakte de directie van de fabriek de knoop door en voor de Grand Prix in Imola stonden drie Jawa's klaar: Voor Findlay, voor Grassetti en voor fabrieksrijder František Šťastný. Net als in de 250cc-race was Phil Read met zijn Yamaha in Italië in de 350cc-klasse door niemand te kloppen. Hij was slecht gestart en moest een pitstop maken om een uitlaat vast te laten zetten, maar hij won alsnog. Grassetti kwam met zijn Jawa V4 ook moeilijk weg maar vocht zich terug naar de tweede plaats. Walter Scheimann werd met een Yamaha derde. Giacomo Agostini kwam niet opdagen omdat zijn baas Domenico Agusta het niet eens was met de keuze voor het circuit van Imola. Jack Findlay werd na een val opgenomen in het ziekenhuis.
| Pos | Coureur            | Merk              | Tijd     | Punten |
| --- | ------------------ | ----------------- | -------- | ------ |
| 1   | Phil Read          | Yamaha            | 55"46'7  | 15     |
| 2   | Silvio Grassetti   | Jawa              | +3'8     | 12     |
| 3   | Walter Scheimann   | Yamaha            | +1"12'4  | 10     |
| 4   | Silvano Bertarelli | Aermacchi         | +1"23'6  | 8      |
| 5   | Martti Pesonen     | Yamaha            | +1"31'6  | 6      |
| 6   | Bruno Spaggiari    | Ducati            | +1"57'9  | 5      |
| 7   | Bohumil Staša      | ČZ                | +1 ronde | 4      |
| 8   | Ginger Molloy      | Bultaco           | +1 ronde | 3      |
| 9   | Lewis Young        | Aermacchi         | +1 ronde | 2      |
| 10  | Jim Curry          | Métisse-Aermacchi | +1 ronde | 1      |

| Coureur      | Merk | Oorzaak |
| ------------ | ---- | ------- |
| Jack Findlay | Jawa | Val     |

| Coureur          | Merk      | Oorzaak    |
| ---------------- | --------- | ---------- |
| Bill Ivy (†)     | Jawa      | Overleden  |
| Giacomo Agostini | MV Agusta | Teambeleid |
| Giuseppe Visenzi | Yamaha    | Blessure   |

| Coureur             | Merk              |
| ------------------- | ----------------- |
| Brian Smith         | Aermacchi         |
| Kel Carruthers      | Aermacchi         |
| Herbert Denzler     | Aermacchi         |
| Ivar Sauter         | Aermacchi         |
| František Šťastný   | Jawa              |
| Karel Bojer         | ČZ                |
| Heinz Rosner        | MZ                |
| Adolf Ohligschläger | Yamaha            |
| Günter Fischer      | Aermacchi         |
| Karl Hoppe          | Yamaha            |
| Hannu Kuparinen     | Yamaha            |
| Bill Smith          | Honda             |
| Billie Guthrie      | Yamaha            |
| Billie McCosh       | Aermacchi         |
| Billie Nelson       | Aermacchi         |
| Brian Steenson      | Aermacchi         |
| Cecil Crawford      | Aermacchi         |
| Cliff Carr          | Yamaha            |
| Dave Degens         | Aermacchi         |
| Dave Simmonds       | Kawasaki          |
| Godfrey Nash        | Norton            |
| Jerry Lancaster     | Drixton-Aermacchi |
| John Trevor Findlay | Norton            |
| Maurice Hawthorne   | Métisse-Aermacchi |
| Mike Hatherill      | Aermacchi         |
| Rob Fitton          | Norton            |
| Rodney Gould        | Yamaha            |
| Roy Graham          | Aermacchi         |
| Selwyn Griffiths    | AJS               |
| Terry Grotefeld     | Yamaha            |
| Tom Dickie          | Seeley-AJS        |
| Tommy Robb          | Aermacchi         |
| Tony Rutter         | Yamaha            |
| János Drapál        | Aermacchi         |
| Gilberto Milani     | Aermacchi         |
| Jan Kostwinder      | Yamaha            |
| Leo Commu           | Yamaha            |
| Gordon Keith        | Yamaha            |
| Marty Lunde         | Yamaha            |

### Top tien tussenstand 350cc-klasse
(Punten (tussen haakjes) zijn inclusief streepresultaten)
| Pos | Coureur           | Merk          | Ptn      |                |
| --- | ----------------- | ------------- | -------- | -------------- |
| 1   | Giacomo Agostini  | MV Agusta     | 90 (120) | Wereldkampioen |
| 2   | Giuseppe Visenzi  | Yamaha        | 45       |                |
| 3   | Heinz Rosner      | MZ            | 38       |                |
| 4   | Rodney Gould      | Yamaha        | 36       |                |
| 5   | Jack Findlay      | Yamaha / Jawa | 34       |                |
| 6   | Silvio Grassetti  | Yamaha / Jawa | 32       |                |
| 7   | Kel Carruthers    | Aermacchi     | 29       |                |
| 8   | Bill Ivy (†)      | Jawa          | 24       |                |
| 9   | Bohumil Staša     | ČZ            | 19       |                |
| 10  | František Šťastný | Jawa          | 16       |                |
| 10  | Martti Pesonen    | Yamaha        | 16       |                |

## 250cc-klasse
In Italië kwam Phil Read weer eens aan de start. Hij had in 1969 alleen aan de Isle of Man TT deelgenomen, maar was in twee klassen uitgevallen. Nu op de Yamaha nam hij het op tegen Kel Carruthers en Read won. Dat kostte Benelli drie kostbare punten voor Carruthers, waardoor hem de leiding in het kampioenschap werd afgenomen. Read was kwaad op Benelli omdat dat merk niet bereid was geweest hem een fabrieksmachine voor de Italiaanse GP te geven. In de laatste ronden werd zo hard gevochten, dat zowel Read als Carruthers het oude ronderecord van Mike Hailwood braken. Kent Andersson, de grootste concurrent van Carruthers, werd derde. In de training reed Walter Villa met de nieuwe, spectaculaire Moto Villa V4 met luchtkoeling, maar in de race gebruikte hij de eencilinder productieracer, waarmee hij 9e werd. De strijd om de titel moest in Joegoslavië beslist worden, want Santiago Herrero stond aan de leiding met 83 punten, maar Kel Carruthers en Kent Andersson hadden er allebei 82.
| Pos | Coureur          | Merk            | Tijd     | Punten |
| --- | ---------------- | --------------- | -------- | ------ |
| 1   | Phil Read        | Yamaha          | 45"37'8  | 15     |
| 2   | Kel Carruthers   | Benelli         | +0'2     | 12     |
| 3   | Kent Andersson   | Yamaha          | +50'8    | 10     |
| 4   | Börje Jansson    | Kawasaki-Yamaha | +1"35'4  | 8      |
| 5   | Santiago Herrero | Ossa            | +1"40'1  | 6      |
| 6   | Heinz Rosner     | MZ              | +2"02'1  | 5      |
| 7   | László Szabó     | MZ              | +1 ronde | 4      |
| 8   | Dave Simmonds    | Kawasaki        | +1 ronde | 3      |
| 9   | Walter Villa     | Villa           | +1 ronde | 2      |
| 10  | Karel Bojer      | ČZ              | +1 ronde | 1      |

| Coureur          | Merk    | Oorzaak  |
| ---------------- | ------- | -------- |
| Giuseppe Visenzi | Yamaha  | Blessure |
| Renzo Pasolini   | Benelli | Blessure |

| Coureur           | Merk      |
| ----------------- | --------- |
| Heinz Kriwanek    | Suzuki    |
| Eric Hinton       | Yamaha    |
| Jack Findlay      | Yamaha    |
| Frank Perris      | Suzuki    |
| Gyula Marsovszky  | Yamaha    |
| František Šťastný | Jawa      |
| Günter Bartusch   | MZ        |
| Dieter Braun      | MZ        |
| Klaus Huber       | Yamaha    |
| Lothar John       | Yamaha    |
| Reinhard Scholtis | Kawasaki  |
| Siegfried Lohmann | Suzuki    |
| Toni Gruber       | Yamaha    |
| Carlos Giró       | Ossa      |
| Martti Pesonen    | Yamaha    |
| Matti Salonen     | Yamaha    |
| Pentti Korhonen   | Yamaha    |
| Teuvo Länsivuori  | Yamaha    |
| Christian Ravel   | Yamaha    |
| Jean Auréal       | Yamaha    |
| Billie Guthrie    | Yamaha    |
| Billie Nelson     | Yamaha    |
| Chas Mortimer     | Yamaha    |
| Derek Chatterton  | Yamaha    |
| Dick Pipes        | Yamaha    |
| Frank Whiteway    | Suzuki    |
| Ian Richards      | Yamaha    |
| Jerry Lancaster   | Yamaha    |
| John Ringwood     | Yamaha    |
| Mick Chatterton   | Yamaha    |
| Ray McCullough    | Yamaha    |
| Rodney Gould      | Yamaha    |
| Stan Woods        | Yamaha    |
| Tony Rutter       | Yamaha    |
| Angelo Bergamonti | Aermacchi |
| Eugenio Lazzarini | Benelli   |
| Gilberto Parlotti | Benelli   |
| Silvio Grassetti  | Yamaha    |
| Keith Turner      | Aermacchi |
| Gordon Keith      | Yamaha    |

### Top tien tussenstand 250cc-klasse
(Punten (tussen haakjes) zijn inclusief streepresultaten)
| Pos | Coureur          | Merk            | Ptn     |
| --- | ---------------- | --------------- | ------- |
| 1   | Santiago Herrero | Ossa            | 83 (88) |
| 2   | Kent Andersson   | Yamaha          | 82 (98) |
| 2   | Kel Carruthers   | Benelli         | 82 (88) |
| 4   | Renzo Pasolini   | Benelli         | 45      |
| 5   | Rodney Gould     | Yamaha          | 44      |
| 6   | Börje Jansson    | Kawasaki-Yamaha | 37      |
| 7   | Heinz Rosner     | MZ              | 28      |
| 8   | Frank Perris     | Suzuki          | 25      |
| 9   | Lothar John      | Yamaha          | 21      |
| 10  | Dieter Braun     | MZ              | 20      |

## 125cc-klasse
Ook in Imola was wereldkampioen Dave Simmonds voor niemand bereikbaar. De strijd ging om de tweede plaats tussen László Szabó (MZ) en drie zelfbouwracers: die van de gebroeders Walter- en Francesco Villa en die van Heinz Kriwanek. Szabó werd uiteindelijk tweede doordat Walter Villa problemen kreeg met zijn koppeling en Francesco's zicht slechter werd doordat er een vlinder tegen zijn stofbril was gesneuveld. Francesco wist toch nog derde te worden.
| Pos | Coureur            | Merk      | Tijd     | Punten |
| --- | ------------------ | --------- | -------- | ------ |
| 1   | Dave Simmonds      | Kawasaki  | 40"50'3  | 15     |
| 2   | László Szabó       | MZ        | +33'9    | 12     |
| 3   | Francesco Villa    | Villa     | +54'6    | 10     |
| 4   | Walter Villa       | Villa     | +1"28'6  | 8      |
| 5   | Ryszard Mankiewicz | MZ        | +1"34'1  | 6      |
| 6   | Silvano Bertarelli | Aermacchi | +1"34'2  | 5      |
| 7   | Ginger Molloy      | Bultaco   | +1"37'1  | 4      |
| 8   | Giuseppe Mandolini | Villa     | +2"03'6  | 3      |
| 9   | John Dodds         | Aermacchi | +1 ronde | 2      |
| 10  | Heinz Kriwanek     | Rotax     | +1 ronde | 1      |

| Coureur               | Merk           |
| --------------------- | -------------- |
| Barry Smith           | Derbi          |
| Kel Carruthers        | Aermacchi      |
| Bruno Veigel          | Honda          |
| Herbert Denzler       | Honda          |
| Jean Campiche         | Honda          |
| Eberhard Mahler       | MZ             |
| Friedhelm Kohlar      | MZ             |
| Günter Bartusch       | MZ             |
| Hartmut Bischoff      | MZ             |
| Heinz Rosner          | MZ             |
| Thomas Heuschkel      | MZ             |
| Dieter Braun          | Suzuki         |
| Lothar John           | MZ             |
| Siegfried Lohmann     | MZ             |
| Walter Scheimann      | Villa          |
| Enrique Escuder       | Bultaco        |
| Ramón Galí            | Bultaco        |
| Pertti Leinonen       | Honda          |
| Seppo Kangasniemi     | MZ             |
| Daniel Crivello       | Maico          |
| Jacques Roca          | Derbi          |
| Jean Auréal           | Yamaha         |
| Jean-François Chaffin | Villa          |
| Pierre Viura          | Maico          |
| Bob Coulter           | Bultaco        |
| Carl Ward             | Honda          |
| Charles Garner        | Bultaco        |
| Chas Mortimer         | Villa          |
| Gary Dickinson        | Honda          |
| Jerry Lancaster       | Honda          |
| Jim Curry             | Honda          |
| John Kiddie           | Honda          |
| John Shacklady        | Bultaco        |
| Steve Murray          | Honda          |
| Tom Loughridge        | Bultaco        |
| Tommy Robb            | Bultaco        |
| János Reisz           | MZ             |
| Walter Villa          | Villa          |
| Jean-Louis Pasquier   | Bultaco        |
| Cees van Dongen       | Suzuki         |
| Jan Huberts           | MZ             |
| Lous van Rijswijk jr. | Yamaha         |
| Börje Jansson         | Maico          |
| Bosse Granath         | MZ / Yamaha    |
| Kent Andersson        | Maico / Yamaha |

### Top tien tussenstand 125cc-klasse
(Punten (tussen haakjes) zijn inclusief streepresultaten)
| Pos | Coureur          | Merk           | Ptn      |                |
| --- | ---------------- | -------------- | -------- | -------------- |
| 1   | Dave Simmonds    | Kawasaki       | 90 (132) | Wereldkampioen |
| 2   | Cees van Dongen  | Suzuki         | 51       |                |
| 3   | Dieter Braun     | Suzuki         | 44       |                |
| 4   | Kent Andersson   | Maico / Yamaha | 36       |                |
| 5   | Ginger Molloy    | Bultaco        | 29       |                |
| 6   | Heinz Kriwanek   | Rotax          | 27       |                |
| 7   | Kel Carruthers   | Aermacchi      | 20       |                |
| 8   | Friedhelm Kohlar | MZ             | 19       |                |
| 10  | Walter Villa     | Villa          | 18       |                |
| 10  | László Szabó     | MZ             | 18       |                |

## 50cc-klasse
In Imola had Aalt Toersen een nieuw, watergekoeld motortje van Van Veen gekregen. Zowel hij als Paul Lodewijkx startten erg slecht waardoor de Derbi-rijders Barry Smith en Ángel Nieto ervandoor konden gaan. Nieto reed de snelste ronde, maar in de achtste ronde viel hij uit. In de laatste ronde kreeg Barry Smith, die al 15 seconden voorsprong had, ook pech. Met een kapotte zuiger joeg hij naar de finish, maar Lodewijkx kwam dichterbij en passeerde hem om vervolgens zelf weer ingehaald te worden door Smith. In de laatste bocht wist Lodewijkx voorop te komen en hij won met 0,7 seconde verschil. Toersen had zich intussen ook naar voren gestreden en moest op het laatst Kreidler-testrijder Rudolf Kunz van zich af slaan. Kunz viel echter ook uit. Daardoor werd Jan de Vries met de luchtgekoelde Van Veen-Kreidler vierde. Aalt Toersen leidde het WK nog steeds, maar had slechts één punt voorsprong op Angel Nieto en Barry Smith.
| Pos | Coureur              | Merk              | Tijd     | Punten |
| --- | -------------------- | ----------------- | -------- | ------ |
| 1   | Paul Lodewijkx       | Jamathi           | 26"57'8  | 15     |
| 2   | Barry Smith          | Derbi             | +0'7     | 12     |
| 3   | Aalt Toersen         | Van Veen-Kreidler | +6'4     | 10     |
| 4   | Jan de Vries         | Van Veen-Kreidler | +26'4    | 8      |
| 5   | Ludwig Faßbender     | Kreidler          | +51'9    | 6      |
| 6   | Silvano Bertarelli   | Minarelli         | +58'6    | 5      |
| 7   | Franco Ringhini      | Morbidelli        | +1"22'0  | 4      |
| 8   | Jan Huberts          | Kreidler          | +2"08'3  | 3      |
| 9   | Luigi Rinaudo        | Tomos             | +2"21'3  | 2      |
| 10  | Janko-Florijan Štefe | Tomos             | +1 ronde | 1      |

| Coureur     | Merk     | Oorzaak |
| ----------- | -------- | ------- |
| Rudolf Kunz | Kreidler |         |
| Ángel Nieto | Derbi    |         |

| Coureur               | Merk              |
| --------------------- | ----------------- |
| Jakob Unterladstätter | KTM               |
| Bruno Veigel          | Honda             |
| Herbert Denzler       | Kreidler          |
| Gerhard Thurow        | Kreidler          |
| Rudolf Schmälzle      | Kreidler          |
| Winfried Reinhard     | Reimo             |
| Juan Bordons          | Derbi             |
| Santiago Herrero      | Derbi             |
| André Millard         | Kreidler          |
| Charly Dubois         | Kreidler          |
| Jacques Roca          | Derbi             |
| Arthur Lawn           | Honda             |
| Barrie Dickinson      | Garelli           |
| Chris Walpole         | Garelli           |
| Fran Redfern          | Honda             |
| Frank Whiteway        | Crooks-Suzuki     |
| John Lawley           | Honda             |
| Luke Lawlor           | Derbi             |
| Stuart Aspin          | Meurs-Garelli     |
| Eugenio Lazzarini     | Morbidelli        |
| Gilberto Parlotti     | Tomos             |
| Giovanni Lombardi     | Guazzoni          |
| Jean-Louis Pasquier   | Derbi             |
| Cees van Dongen       | Van Veen-Kreidler |
| Jos Schurgers         | Kreidler          |
| Martin Mijwaart       | Jamathi           |
| Adrijan Bernetic      | Tomos             |
| Anton Kralj           | Tomos             |

### Top tien tussenstand 50cc-klasse
(Punten (tussen haakjes) zijn inclusief streepresultaten)
| Pos | Coureur           | Merk              | Ptn     |
| --- | ----------------- | ----------------- | ------- |
| 1   | Aalt Toersen      | Van Veen-Kreidler | 65 (93) |
| 2   | Ángel Nieto       | Derbi             | 64      |
| 2   | Barry Smith       | Derbi             | 64 (73) |
| 4   | Jan de Vries      | Van Veen-Kreidler | 54 (63) |
| 5   | Paul Lodewijkx    | Jamathi           | 48      |
| 6   | Gilberto Parlotti | Tomos             | 29 (31) |
| 7   | Santiago Herrero  | Derbi             | 28      |
| 8   | Ludwig Faßbender  | Kreidler          | 23 (25) |
| 9   | Rudolf Kunz       | Kreidler          | 20      |
| 10  | Cees van Dongen   | Van Veen-Kreidler | 14      |

1922 · 1923 · 1924 · 1925 · 1926 · 1927 · 1928 · 1929 · 1930 · 1931 · 1932 · 1933 · 1934 · 1935 · 1936 · 1937 · 1938 · 1939 · 1947 · 1948 · 1949 · 1950 · 1951 · 1952 · 1953 · 1954 · 1955 · 1956 · 1957 · 1958 · 1959 · 1960 · 1961 · 1962 · 1963 · 1964 · 1965 · 1966 · 1967 · 1968 · 1969 · 1970 · 1971 · 1972 · 1973 · 1974 · 1975 · 1976 · 1977 · 1978 · 1979 · 1980 · 1981 · 1982 · 1983 · 1984 · 1985 · 1986 · 1987 · 1988 · 1989 · 1990